# Azurna podrevnica
Azurna podrevnica ali modri čudež (znanstveno ime Dendrobates azureus) je žaba iz družine podrevnic. Prebiva le na območju savane Sipaliwini v južnem predelu Surinama in v Braziliji. Spada tudi med t. i. žabe strupene puščice, zato je znana tudi pod imenom modra žaba strupene puščice ali okopipi (indijansko).

## Telesne značilnosti
Azurna podrevnica srednje velika podrevnica: v dolžino meri od 3-4,5 cm in tehta okoli 3 g. Njena svetlo modra barva kože služi kot opozorilo plenilcem zaradi njene strupenosti. Barva kože na nogah je azurno modra, na hrbtni strani telesa nebesno modra in na trebušni strani temnejše modra. Na glavi in hrbtni strani je prisoten vzorec črnih in temni modrih peg, ki je edinstven za vsak osebek in služi za prepoznavanje med osebki. Na trebušni strani so včasih prisotne tudi temno modre ali črne črte. Površina kože je v splošnem gladka, vendar je na zadnjem delu trebušne strani in stegnih bolj hrapava. Na vsaki nogi so prisotni štirje prsti, pri čemer so konci le-teh široki in sploščeni za lažji oprijem na spolzkih površinah. Plavalne kožice med prsti nimajo.
Samci in samice so si podobni med sabo, vendar obstajajo nekateree razlike. Samice so večje za okoli 0,5 cm v dolžino in imajo več podkožnega maščevja. Samci imajo večje konce prstov na drugem, tretjem in četrtem prstu, poleg tega pa so srčaste oblike, medtem ko so pri samicah okrogle oblike. Paglavci so od odraslih osebkov dokaj različni. V dolžino merijo okoli 10 mm, od tega predstavlja rep 6 mm, ki služi za plavanje in nadomešča noge. Dihajo s škrgami. Razlike med spoloma postanejo očitne šele pri starosti od 6-8 mesecev.

## Življenjski prostor in navade
Azurne podrevnice prebivajo le na območju savane Sipaliwini v južnem predelu Surinami ter v Braziliji. Je kopenska žival, vendar se zadržuje v bližini vodnih virov, najraje v bližini manjših potokov, skupaj z velikimi balvani na gozdnih otokih, med 315 in 430 m nadmorske višine. Aktivne so predvsem podnevi. So zelo teritorialne živali in so agresivne tako proti vsiljivcem tujih vrst kot tudi lastne vrste. Za odganjanje vsiljivcev se poslužujejo različnih metod, kot so zvočni pozivi in rokoborba, ki se večinoma odvija med pripadniki istega spola.

### Prehrana
Prehranjuje je insektivor, tj. večinoma se prehranjuje z žuželkami, kot so mravlje, muhe, pajki in gosenice, občasno pa se prehranjuje tudi z drugimi členonožci. Samica hrani paglavce z neoplojenimi jajčeci.

## Razmnoževanje in življenjski cikel
Razmnožuje se sezonsko, navadno v času meseca februarja ali marca v deževnih obdobjih. Posebnost pri azurni podrevnici (poleg nekaterih drugih žab, kot sta Dendrobates tinctouius in D. auratus) je ta, da prevzame samica aktivno vlogo pri iskanju samca. Samci sicer sedijo na kamnu in se tiho oglašajo, da privabijo samice. Ko je samica pripravljena na parjenje, se približa samcu in se s sprednjimi nogami nežno dotakne njegovega hrbta. Samec se na to odzove s posebnim tihim zvokom, ki ga ponavlja vsakih 10 sekund. Samice sledijo oglašanju in se za samca borijo med sabo. Zmagovalno samico samec odvede na samotno lokacijo blizu vode, kjer samice odložijo jajčeca. Glavno vlogo pri obrambi jajčec ima samec. Od 5-10 paglavcev se izvali v 14-18 dnevih, pri katerih nastopi preobrazba v odrasle osebke v 10-12 tednih od izvalitve. Spolna zrelost je pri obeh spolih dosežena v dveh letih.
Pričakovana življenjska doba je od 4-6 let v naravnem okolju in okoli 10 let v ujetništvu.

## Strupenost
Žleze, ki izločajo toksične alkaloide, se nahajajo v koži in služijo kot obramba proti plenilcem. Toksin plenilca ohromi (paralizira) in ga lahko tudi ubije. Celotna količina toksina v telesu azurne podrevnice je okoli 200 μg. Za človeka je lahko usodna količina že 2 μg toksina. Žabe same ne proizvajajo toksine, pač pa jih pridobijo iz hrane in shranijo v kožne žleze. Tako v ujetništu mladi osebki od strupenih staršev ne vsebujejo toksičnih snovi. Enaki fenomen je prisoten tudi pri nekaterih drugih žabah, kot so zlata grozna listovka, Phyllobates bicolor, Dendrobates auratus, Dendrobates leucomelas, Epipedobates tricolor in Mantella aurantiaca.
Z vidika evolucije je za razvoj strupenosti azurne podrevnice bila bistvena ekologija prehranjevanja. Zaradi genetskih dispozicij, majhne velikosti in drugih dejavnikov so se žabe specializirale za prehranjevanje s strupenimi žuželkami. V skladu z naravnim izborom so preživeli tisti osebki, ki so bili sposobni izločiti toksine skozi kožo. V primeru, da bi kljub temu bilo to usodno za žabe, so preživeli tisti osebki, ki so bili sposobni shranjevati toksine v kožnih žlezah. Sledila je prilagoditev v obliki aposematizma in dnevne aktivnosti. Kljub strupenosti je azurna podrevnica plen nekaterim vrstam kač in večjim pajkom, paglavci pa zaradi nerazvitosti strupnih žlez in s tem odsotnosti toksina nekaterim vrstam kač in kačjih pastirjev.
Nekatera plemena ameriških staroselcev mažejo konice puščic s tem toksinom in tako povečajo smrtonosnost le-teh. Trenutno potekajo raziskave za aplikacijo toksina v zdravilne namene.